# Полгородник Андрій Євгенович
Андрій Євгенович Полгородник — сержант Збройних сил України, учасник російсько-української війни, що загинув у ході російського вторгнення в Україну в 2022 році.

## Життєпис
Андрій Полгодник народився 3 липня 1970 року. Брав участь в АТО на сході України в складі 28-ї окремої механізованої бригади (з лютого 2017 року по лютий 2018 року), а потім у складі 10-го арсеналу боєприпасів та зброї (колишній — 3623-й центральний арсенал боєприпасів та зброї (Миколаївська область, м. Вознесенськ); в/ч А2920), обіймав посаду старшого майстра.

## Нагороди
- орден «За мужність» III ступеня (2022, посмертно) — за особисту мужність і самовіддані дії, виявлені у захисті державного суверенітету та територіальної цілісності України, вірність військовій присязі[3].